# Cantone di Mézières-en-Brenne
Il Cantone di Mézières-en-Brenne era una divisione amministrativa dell'arrondissement di Le Blanc.
A seguito della riforma approvata con decreto del 18 febbraio 2014, che ha avuto attuazione dopo le elezioni dipartimentali del 2015, è stato soppresso.

## Composizione
Comprendeva i comuni di:
- Azay-le-Ferron
- Mézières-en-Brenne
- Obterre
- Paulnay
- Sainte-Gemme
- Saint-Michel-en-Brenne
- Saulnay
- Villiers